# Oxysternon ebeninum
Oxysternon ebeninum là một loài bọ cánh cứng trong họ Bọ hung (Scarabaeidae).